# فرودگاه شهری میرتل کریک
فرودگاه شهری میرتل کریک (به انگلیسی: Myrtle Creek Municipal Airport) یک فرودگاه همگانی است که یک باند فرود آسفالت دارد و طول باند آن ۷۹۲ متر است. این فرودگاه در شهر میرتل کریک، اورگن کشور ایالات متحده آمریکا قرار دارد و در ارتفاع ۱۸۹ متری از سطح دریا واقع شده‌است.